# Reiner Kunze
Reiner Kunze (ur. 16 sierpnia 1933 w Oelsnitz) – niemiecki poeta, prozaik i tłumacz. W latach 1962–1977 jeden z najbardziej znanych enerdowskich pisarzy-dysydentów.

## Życiorys
Kunze pochodzi z rodziny górniczej. W latach 1951–1955 studiował filozofię i dziennikarstwo na Uniwersytecie Karola Marksa w Lipsku, gdzie słuchał wykładów m.in. Hansa Mayera i Ernsta Blocha. W latach 1955–1959 był asystentem-wykładowcą na tej samej uczelni. Zwolniony z pracy w związku z poglądami politycznymi, podejrzany o nieprawomyślność, znalazł zatrudnienie jako ślusarz. Od roku 1961 coraz częściej przebywał w Czechosłowacji, odbywając tam samodzielne studia nad językiem i współczesną poezją czeską, podejmując pierwsze próby tłumaczeń z języka czeskiego. W roku 1962 wraz z żoną, Elisabeth i adoptowaną córką, osiedlił się w Greiz (Turyngia), gdzie mieszkał aż do czasu wymuszonej przez reżim Honeckera emigracji do RFN (1977), poprzedzonej represjami i zrzeczeniem się enerdowskiego obywatelstwa. Obecnie mieszka i tworzy w Dolnej Bawarii, nad Dunajem. Odbywał liczne podróże, także do Polski (1966, 1996). Wielokrotnie zabierał głos w sprawach publicznych. Działająca od niedawna Fundacja Reinera i Elisabeth Kunze ma służyć popularyzacji oraz wzajemnej inspiracji literatury i sztuk wizualnych. W maju 2007 po raz pierwszy wręczono Nagrodę im. Reinera Kunzego, ufundowaną przez miasto Oelsnitz i Erzgebirgssparkasse.

## Odznaczenia nagrody i wyróżnienia

### Odznaczenia
- Wielki Krzyż Zasługi Orderu Zasługi Republiki Federalnej Niemiec (1993)[1]
- Bawarski Order Zasługi (1988)
- Order Maksymiliana (2001)[2]
- Order Zasługi Republiki Turyngii (2008)[3]
- Order Zasługi Wolnego Kraju Saksonii (2012)[4]

### Nagrody
Laureat licznych nagród, w tym najbardziej prestiżowego niemieckiego wyróżnienia literackiego – Nagrody Georga Büchnera (1977). Członek Niemieckiej Akademii Języka i Literatury w Darmstadt. Za działalność przekładową otrzymał czeską nagrodę Premia Bohemica (2004).

## Twórczość
Reiner Kunze debiutował w 1953 na łamach Neue Deutsche Literatur. Pierwsze utwory poetyckie pozostawały pod silnym wpływem wzorców ekspresjonizmu ustanowionych przez J.R. Bechera, częściowo także przez Bertolta Brechta. Jednakże stylistyczną swoistość wiersze Kunzego zawdzięczają inspiracjom płynącym ze strony czeskiego poetyzmu, jednego z najbardziej nowoczesnych i awangardowych środkowoeuropejskich prądów literackich, oraz późniejszej poezji czeskiej, przede wszystkim jej mrocznego nurtu skoncentrowanego na podstawowych problemach ludzkiej egzystencji. Zetknięcie się z tą poezją za pośrednictwem przedsięwzięć translatorskich (przekłady J. Skácela, V. Holana, J. Seiferta) sprawiło, że od wczesnych lat sześćdziesiątych poezja Kunzego za swój główny środek wyrazu obrała śmiałą, dynamiczną metaforę. Z czasem ukształtowała się także jej forma – coraz bardziej epigramatyczna, kameralna, ściszona. Podobnymi cechami odznacza się także proza Kunzego, preferująca anegdotyczne, zwięzłe ujęcie tematu.

## Wybór publikacji

### Poezja
- Dedykacje (1963)
- Wrażliwe drogi (1969)
- Ściszony głos (1972)
- Na własną nadzieję
- Jedyne życie każdego (1986)
- Jeden dzień na tej ziemi (1998)
- Noc lipowa (2007)

### Proza
- Cudowne lata (1977)
- Biały wiersz. Eseje. (1989)
- Am Sonnenhang. Dziennik jednego roku (1993)

### Utwory dla dzieci
- Lew Leopold. Prawie bajki, prawie historyjki (1970)
- Kotek. Wiersze dla dzieci (1979)
- Gdzie sen kładzie się spać. Wiersze dla dzieci (1991)

### Albumy prozatorsko-fotograficzne
- Kamienie i pieśni. Namibijskie notatki i fotografie (1996)
- Pocałunek Koi. Proza i fotografie (2002)

A także liczne zbiory rozmów, szkiców, przemówień oraz przekłady.
Twórczość Kunzego doczekała się przekładów na ponad 30 języków. Polskie bibliografie odnotowują tłumaczenia i.in. J. Ekiera, R. Krynickiego, P.W. Lorkowskiego, E. Wachowiaka, W. Woroszylskiego, M.Zybury. W 2008 nakładem wrocławskiego Biura Literackiego ukazał się wybór wierszy Kunzego w przekładzie J. Ekiera, zatytułowany remont poranka.